# Habenaria bongensium
Habenaria bongensium är en orkidéart som beskrevs av Heinrich Gustav Reichenbach. Habenaria bongensium ingår i släktet Habenaria och familjen orkidéer. Inga underarter finns listade i Catalogue of Life.